# Frank Havens
Frank Benjamin Havens, född 1 augusti 1924 i Arlington, Virginia, död 22 juli 2018 i Harborton, Virginia, var en amerikansk kanotist.
Havens blev olympisk guldmedaljör i C-1 10000 meter vid sommarspelen 1952 i Helsingfors.